# E & J Gallo Winery

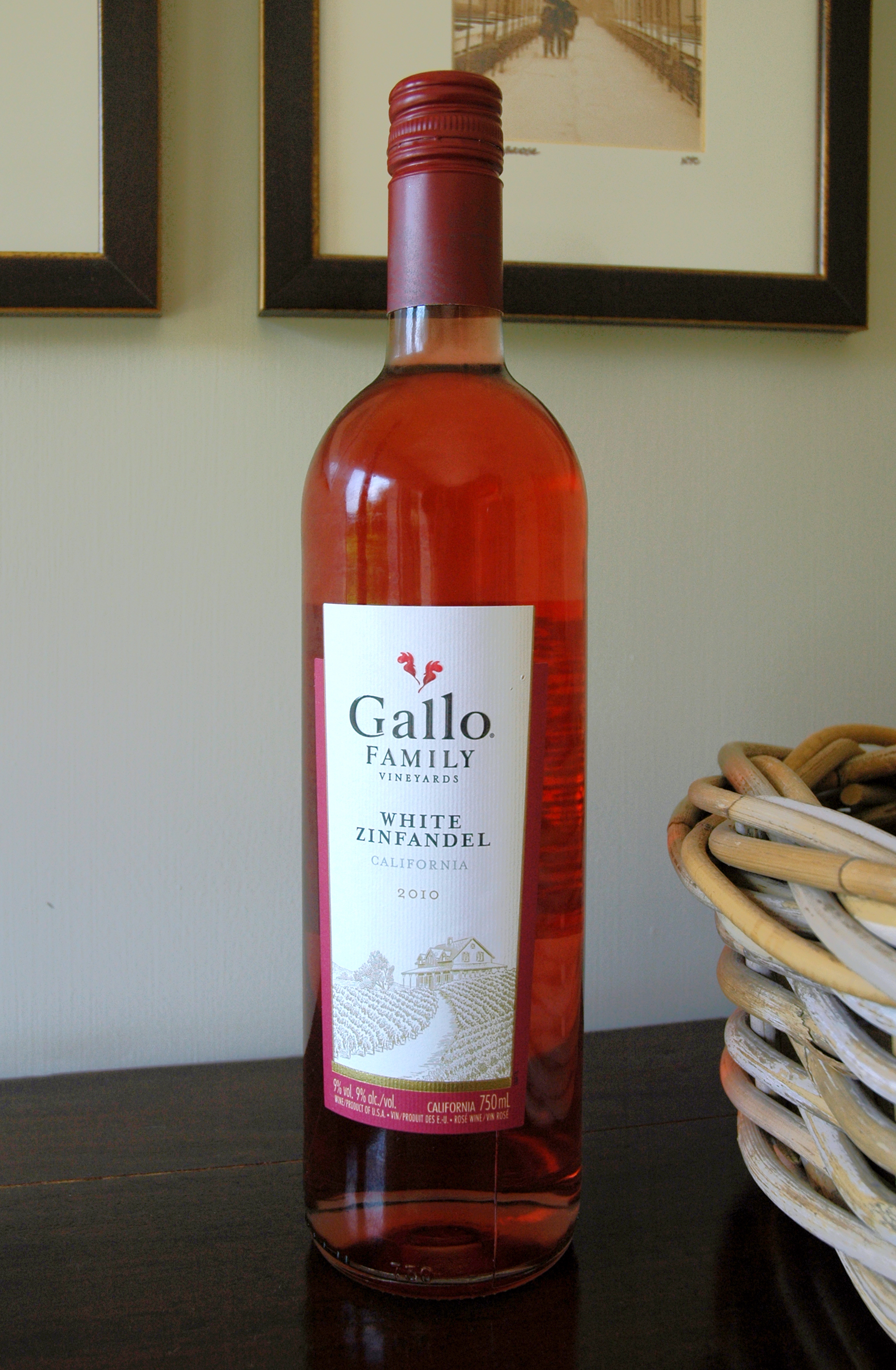
Een fles White Zinfandel van het merk Gallo Family Vineyards.

E & J Gallo Winery is een Amerikaanse producent van wijnen en 's werelds grootste exporteur van Californische wijnen. Het wijnhuis werd in 1933 door Ernest en Julio Gallo opgericht in Modesto. Het wijnhuis wordt nog steeds door de familie Gallo uitgebaat. Gallo Winery is een van de grootste wijnproducenten in de Verenigde Staten.

## Wijnmerken
| - Alamos (als distributeur) - Anapamu - André - populair merk van mousserende wijnen - Apothic Red - Ballatore - Barefoot Wine - bekend wijnmerk - Bartles & Jaymes - Bella Sera - Black Swan - Boone's Farm - gemoute fruitdranken - Bridlewood - Carlo Rossi - bekend wijnmerk - Cask & Cream - Clarendon Hills - Dancing Bull - DaVinci - Don Miguel Gascon - E & J Brandy | - Ecco Domani - Frei Brothers - Frutézia - Ghost Pines - Hornsby's - Indigo Hills - Liberty Creek - Livingston Cellars - MacMurray Ranch - Louis M. Martini - Marcelina - Martĩn Cõdax - Maso Canali - Mattie's Perch - McWilliam's - Mirassou Vineyards - New Amsterdam Gin | - Night Train - Peter Vella - Pölka Dot - Rancho Zabaco - Red Bicyclette - Redwood Creek - Red Rock Winery - Sebeka - Thunderbird - Tisdale Vineyards - Turning Leaf - Twin Valley - Whitehaven - William Hill Estate - Wild Vines - Winking Owl - Wycliff Sparkling |